# Marokkanische Basketballnationalmannschaft
Die marokkanische Basketballnationalmannschaft der Herren vertritt Marokko bei Basketball-Länderspielen. Obwohl der marokkanische Verband bereits 1936 dem Weltverband FIBA beitrat, nahm die marokkanische Herrenauswahl im Unterschied zur ägyptischen Auswahl erst mit der Gründung des Kontinentalverbands FIBA Afrika an Nationalmannschaftsendrunden teil.
Bei den ersten vier Austragungen der Afrikameisterschaft in den 1960er Jahren gewann man jeweils eine Medaille. 1965 konnte man den Wettbewerb in Tunesien gewinnen, während man vor eigenem Publikum 1964 und 1968 jeweils eine Silbermedaille errang. Bei den anschließenden Olympischen Spielen 1968 verlor man jedoch alle Spiele, unter anderem auch das abschließende Platzierungsspiel gegen Afrikameister Senegal, und belegte den 16. und letzten Platz. Anschließend konnte man nur bei den Afrikameisterschaften 1980 vor eigenem Publikum mit der Bronzemedaille noch einmal eine Medaille gewinnen.

## Olympiateilnehmer 1968
| Spieler | Spieler                       | Spieler           | Spieler | Spieler | Spieler  | Spieler |
| Nr.     | Name                          | Geburt            | Größe   | Info    | Einsätze | Verein  |
| ------- | ----------------------------- | ----------------- | ------- | ------- | -------- | ------- |
|         |                               | Guards (PG, SG)   |         |         |          |         |
| 4       | Abdel Wahed Mimoun Ben Siamar | 1941              | 180     |         |          |         |
| 6       | Mohammed Abdellatoui          | 1944              | 183     |         |          |         |
| 7       | Moukhtar Sayed                | 16.04.1942        | 183     |         |          |         |
| 12      | Moulay Ahmed Riadh            | 12.03.1948        | 178     |         |          |         |
| 14      | Abderrahmane Sebbar           | 1940              | 175     |         |          |         |
|         |                               | Forwards (SF, PF) |         |         |          |         |
| 5       | Abderraouf Laghrissi          | 1945              | 183     |         |          |         |
| 8       | Fathallah Bouazzaoui          | 1942              | 185     |         |          |         |
| 9       | Abdel Jabbar Bel Gnaoui       | 01.03.1942        | 185     |         |          |         |
| 10      | Khalil El-Yamani              | 24.10.1943        | 185     |         |          |         |
| 11      | Noureddine Cherradi           |                   |         |         |          |         |
|         |                               | Center (C)        |         |         |          |         |
| 13      | Allal Bel Caid                | 25.12.1939        | 198     |         |          |         |
| 15      | Farouk Dioury                 | 27.01.1943        | 195     |         |          |         |

| Trainer | Trainer | Trainer  |
| Nat.    | Name    | Position |
| ------- | ------- | -------- |

| Legende                 | Legende            |
| Abk.                    | Bedeutung          |
| ----------------------- | ------------------ |
| (C)                     | Mannschaftskapitän |
| Quellen                 |                    |
| Teamhomepage            |                    |
| Ligahomepage            |                    |
| Stand: 2. November 2013 |                    |

| Legende                 | Legende            |
| Abk.                    | Bedeutung          |
| ----------------------- | ------------------ |
| (C)                     | Mannschaftskapitän |
| Quellen                 |                    |
| Teamhomepage            |                    |
| Ligahomepage            |                    |
| Stand: 2. November 2013 |                    |

## Abschneiden bei internationalen Wettbewerben
| - noch nie qualifiziert |  | bis 1964 – nicht qualifiziert - 1968 – 16. Platz seit 1972 – nicht qualifiziert |

### Afrikameisterschaften
| - 1962 – . Platz - 1964 – . Platz - 1965 – . Platz - 1968 – . Platz - 1970 – nicht teilgenommen - 1972 – 7. Platz - 1974 – nicht teilgenommen - 1975 – nicht teilgenommen - 1978 – 5. Platz - 1980 – . Platz | - 1981 – nicht teilgenommen bis 1987 – oder nicht qualifiziert - 1989 – 9. Platz - 1992 – 10. Platz - 1993 – nicht qualifiziert - 1995 – 6. Platz - 1997 – nicht qualifiziert - 1999 – 11. Platz - 2001 – 6. Platz - 2003 – 9. Platz | - 2005 – 6. Platz - 2007 – 10. Platz - 2009 – 12. Platz - 2011 – 8. Platz - 2013 – 8. Platz - 2015 – 13. Platz - 2017 – 4. Platz - 2021 – nicht qualifiziert |